# Isarachnanthus
Isarachnanthus is een geslacht van neteldieren uit de klasse van de Anthozoa (bloemdieren).

## Soorten
- Isarachnanthus bandanensis Carlgren, 1924
- Isarachnanthus cruzi Brito, 1986
- Isarachnanthus maderensis (Johnson, 1861)
- Isarachnanthus nocturnus (Hartog, 1977)
- Isarachnanthus panamensis Carlgren, 1924